# Procés de Cauchy

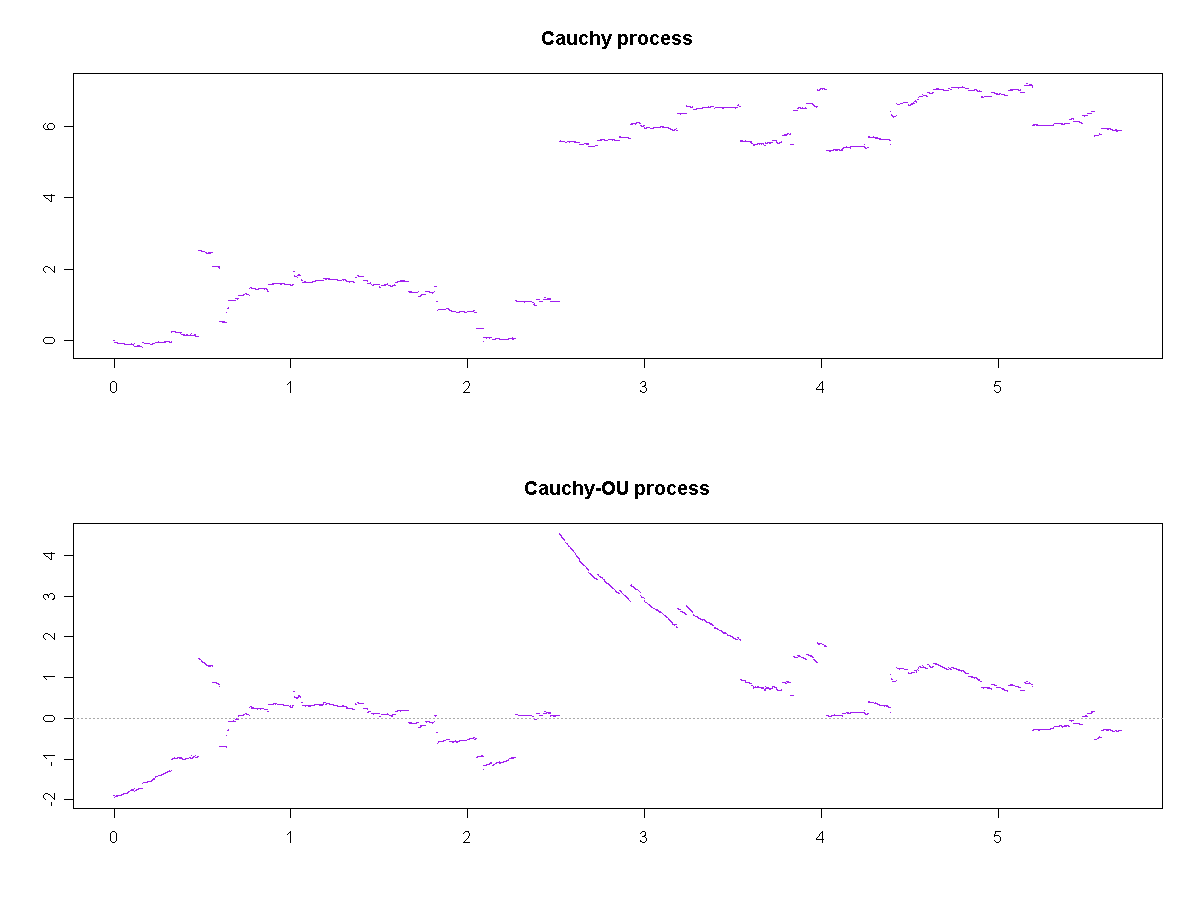
Un procés cauchy (procés de gravamen) i un procés d'OU impulsat per aquest. i la mediana de la distribució invariant.

En teoria de la probabilitat, un procés de Cauchy és un tipus de procés estocàstic. Hi ha formes simètriques i asimètriques del procés de Cauchy. El terme no especificat "procés de Cauchy" s'utilitza sovint per referir-se al procés de Cauchy simètric.
El procés de Cauchy té diverses propietats:
1. És un procés Lévy[3][4][5]
2. És un procés estable[6][7]
3. És un procés de salt pur[8]
4. Els seus moments són infinits.

El procés simètric de Cauchy es pot descriure mitjançant un moviment brownià o un procés de Wiener subjecte a un subordinador de Lévy. El subordinador de Lévy és un procés associat a una distribució de Lévy amb un paràmetre de localització de {\displaystyle 0} i un paràmetre d'escala de {\displaystyle t^{2}/2}. La distribució de Lévy és un cas especial de la distribució gamma inversa. Per tant, utilitzant {\displaystyle C} per representar el procés de Cauchy i {\displaystyle L} per representar el subordinador de Lévy, el procés simètric de Cauchy es pot descriure com:
{\displaystyle C(t;0,1)\;:=\;W(L(t;0,t^{2}/2)).}
La distribució de Lévy és la probabilitat del primer temps d'impacte per a un moviment brownià i, per tant, el procés de Cauchy és essencialment el resultat de dos processos de moviment brownià independents.
La representació de Lévy-Khintchine per al procés de Cauchy simètric és un triplet amb deriva zero i difusió zero, donant un triplet de Lévy-Khintchine de {\displaystyle (0,0,W)}, on {\displaystyle W(dx)=dx/(\pi x^{2})}.
La funció característica marginal del procés de Cauchy simètric té la forma:
{\displaystyle \operatorname {E} {\Big [}e^{i\theta X_{t}}{\Big ]}=e^{-t|\theta |}.}
La distribució de probabilitat marginal del procés de Cauchy simètric és la distribució de Cauchy la densitat de la qual és
{\displaystyle f(x;t)={1 \over \pi }\left[{t \over x^{2}+t^{2}}\right].}